# Compaq Deskpro 386

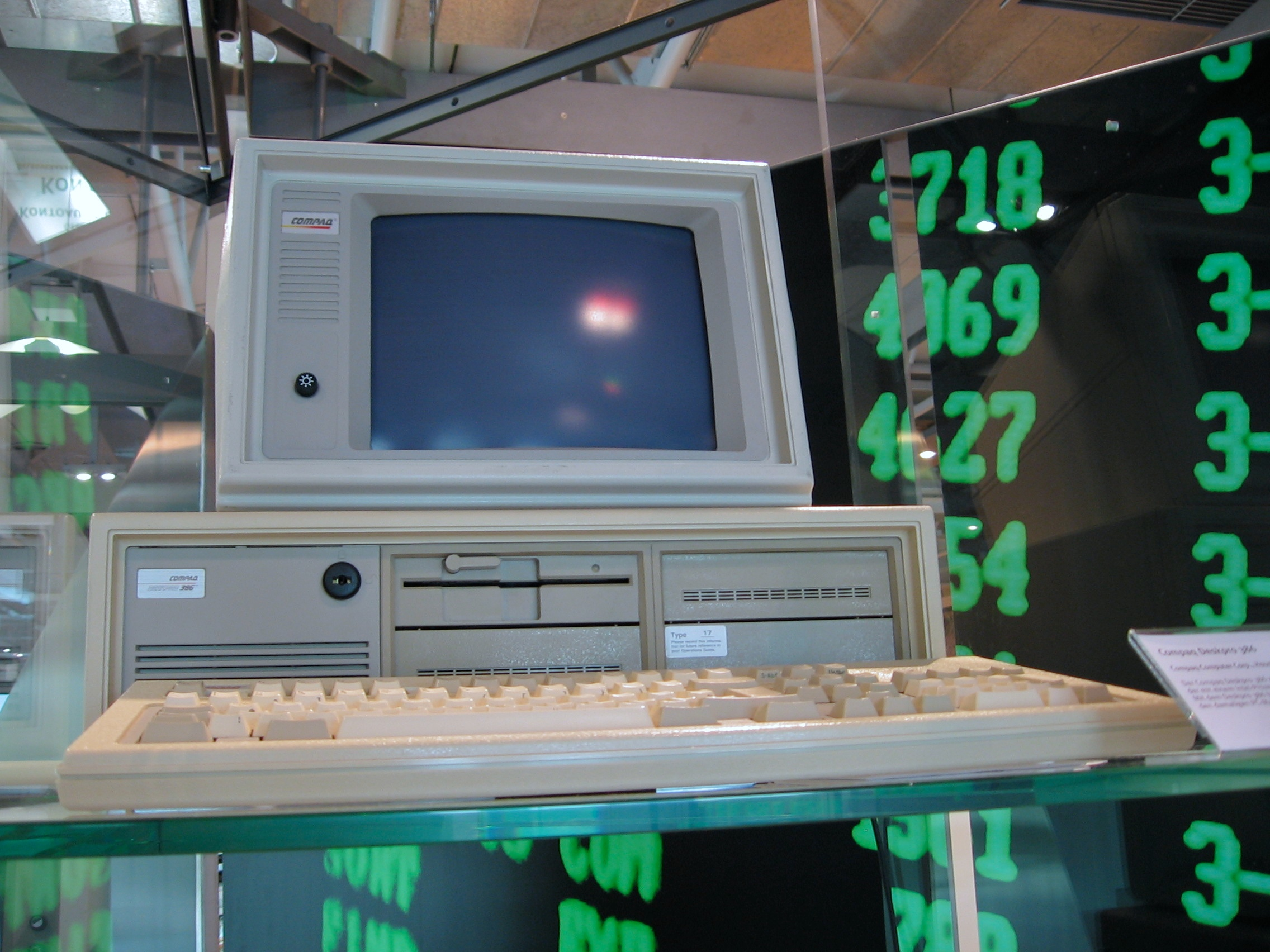
Compaq DeskPro 386

Der Compaq Deskpro 386 ist ein IBM-PC-kompatibler Desktop-Computer der Firma Compaq, der im September 1986 vorgestellt wurde. Es ist der erste PC mit dem damals neu entwickelten 80386-Prozessor von Intel, dem ersten 32-Bit-x86-Prozessor. Die Entwicklung dauerte rund 18 Monate.
Mit einem Einführungspreis von 6.499 US-Dollar in den USA war der Deskpro 386 um ca. 20 % teurer als der IBM PC/AT, aber auch doppelt so schnell.

## Entwicklung
Die Deskpro-Reihe war bereits eine etablierte Alternative zum IBM PC, und mit dem Deskpro 286 hatte Compaq einen voll zum PC/AT kompatiblen Rechner im Programm. Doch bis zum PC/AT hatte IBM stets die Entwicklung der Plattform vorangetrieben. Nun wollte Compaq aber nicht darauf warten, dass IBM einen PC/AT-Nachfolger mit dem neuen 32-Bit-Prozessor 80386 herausbringt. Stattdessen arbeite das Entwicklerteam hinter Gary Stimac an einem weiteren Deskpro der AT-Klasse, der zur bestehenden Plattform kompatibel blieb. Die Arbeit begann im März 1985, als der 80386 noch nur am Papier existierte. Ein Geheimhaltungsvertrag zwischen Compaq, Intel und Microsoft erlaubte den Austausch proprietärer Informationen. Am Ende war das Team um die Entwicklung des Desktop 386 auf 250 Personen angewachsen.
Das Grunddesign bleibt, wie der spätere Deskpro 386S mit 80386SX-Prozessor, zum 16-Bit-80286 IBM PC/AT kompatibel. Die einzige 32-Bit-Anbindung ist jene zum Arbeitsspeicher, die AT-Bus-Steckplätze bleiben 16-Bit mit einem 6- bis 8-MHz-Datenbus.
Compaqs Strategie war ein wirtschaftlicher Erfolg. Im letzten Quartal von 1986 entfiel 72 % des Umsatzes auf Geräte der AT-Klasse, etwa den Deskpro 286, und den Deskpro 386.